# Walter Tapia
Walter Tapia (Arequipa, Perú, 17 de abril de 2000) es un futbolista peruano. Juega de mediocentro y su equipo actual es el Juan Aurich de la Segunda División del Perú.

## Trayectoria
Inició con el Club Daniel Alcides Carrión de Arequipa, equipo con el que ganó la Copa Fereración 2015.

### Universitario de Deportes
Luego de tener un gran campeonato federación, el 2015 llegó a Universitario de Deportes para terminar su proceso de formación
En el 2017 fue promovio al equipo de reservas, sin embargo, se llegó a consolidar en la reserva en el 2018. A mediados del 2019 firmó su primer contrato profesional con Universitario de Deportes por 3 temporadas por pedido de Ángel Comizzo.
A pesar de aparecer en la lista preliminar para la temporada 2021, no fue incluido en la lista final. Con el objetivo de seguir sumando minutos, fue enviado a préstamo al Club Juan Aurich. En el ciclón tuvo un paso irregular, acumulando 54 minutos en tan solo 3 partidos jugados.

## Clubes
| Club                        | País | Año  | PJ | Goles |
| --------------------------- | ---- | ---- | -- | ----- |
| Club Juan Aurich (préstamo) | Perú | 2021 | 3  | 0     |